# Хогер, Рихард
Ри́хард Хо́гер (словац. Richard Höger; 17 августа 1972, Прешов, Чехословакия) — чехословацский и словацкий футболист, играл на позиции полузащитника; ныне один из тренеров «Ружомберока»

## Биография
Профессиональную карьеру начинал ещё в 1991 году в чемпионате Чехословакии, где он выступал за «Татран» Прешов. В сезоне 1992/1993 года он в 11 матчах чемпионата отметился одним забитым мячом. Также играл словацкой лиги за «Татран», братиславский «Слован» и «Партизан» Бардеёв. Весной 1999 года перебрался в Россию, где выступал за «Локомотив» Нижний Новгород, за который дебютировал 3 апреля в домашнем матче 1-го тура против «Сатурна», выйдя на замену Дмитрию Вязьмикину после перерыва (0:1). Всего же в чемпионате России провёл участие в 7 матчах, забив один гол, вскоре покинув страну. После чего перешёл в израильский клуб «Хапоэль Цафририм» из Холона.
После возвращения в Словакию играл за клубы второго дивизиона «Стил-Транс» и «Хемлон». В 2004 году он перебрался в австрийский клуб «Bad Aussee», за который выступал до 2006 года, после чего играл за «Kieninger-Bau Bad Goisern» (2006—2007). В феврале 2008 года он был игроком ОСК из Финтице, в котором завершил карьеру.
Имеет тренерскую лицензию УЕФА категории Pro. В 2013 году был одним из трениров «Дуклу» Банска-Бистрица, далее входил в тренерский штаб в «Спартаке» Миява. С 2016 года ассистент главного тренера в клубе «Ружомберок».

## Достижения
«Слован» Братислава
- Бронзовый призёр чемпионата Словакии (1): 1996/1997
- Обладатель Кубка Словакии (1): 1996/1997

 «Татран»
- Финалист Кубка Словакии (1): 1993/1994